# Eichkopf (Kupfersuhl)
Der Eichkopf ist ein 345,5 m hoher kegelförmiger Berg an der Gemarkungsgrenze von Kupfersuhl und Ettenhausen an der Suhl (beide zugehörig zur Kreisstadt Bad Salzungen) im  Wartburgkreis in Thüringen.
Der Eichkopf ist ein mit Wiesen und Ackerflächen, auf der Höhe auch forstwirtschaftlich genutzter Berg. Bis in die Nachkriegszeit befand sich dicht nördlich der Ortslage Kupfersuhl das Bergwerk „Rengelborn“.